# Saitō Yoshishige

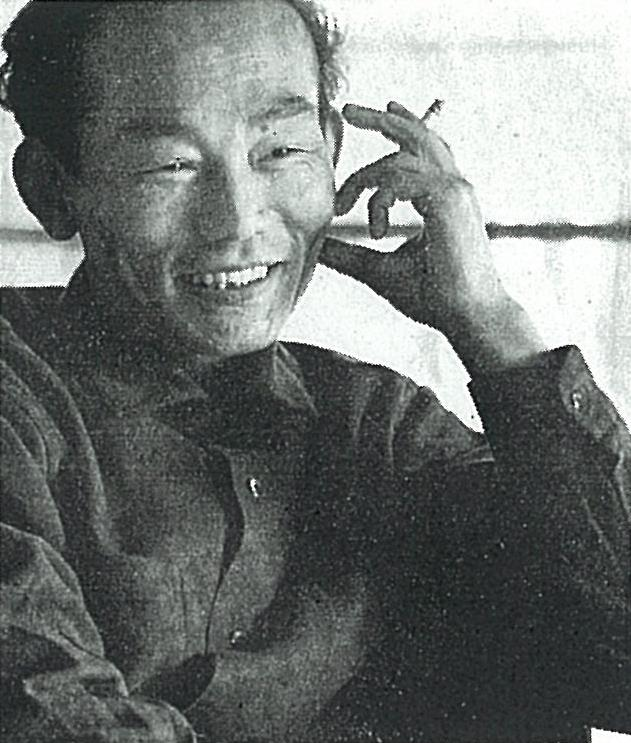
Saitō Yoshishige, 1958

Saitō Yoshishige (japanisch 斎藤 義重, auch als Saitō Gijū gelesen; geb. 4. Mai 1904 in Tokio; gest. 13. Juni 2001) war ein japanischer Maler, Grafiker und Bildhauer der Shōwa-Zeit.

## Leben und Werk
Saitō Yoshishige begeisterte sich 1920 für den russischen Futuristen Dawid Burljuk, der sich in der Zeit in Japan aufhielt und auf einer Ausstellung zu sehen war. 1924 wandte er sich der Literatur zu und nahm Beziehungen auf zur Mavo-Gruppe von Murayama Tomoyoshi und zu Sanka. 1932 besuchte der das Institut für westliche Avantgarde-Malerei, aber die Ausrichtung erschien ihm zu akademisch. 1936 lernte er den Künstler Yoshihara Jirō kennen. 1939 war er Mitbegründer der „Gesellschaft des 9. Raumes“ (九室会, Kyūshitsu-kai), der ersten japanischen Abstraktengruppe. Im Jahr darauf war er Mitbegründer „Gesellschaft für Kunst und Kultur“ (美術文化協会, Bijutsu bunka kyōkai), beteiligte sich aber nur an der ersten Ausstellung. 1945, am Ende des Pazifikkriegs verlor er zahlreiche Werke.
1954 bis 1960 durchlitt Saitō eine längere Krankheit, beteiligte sich aber an der „4. Ausstellung internationaler Kunst in Japan“ (日本国際美術展) mit dem Werk „Teufel“ und erhielt dafür den Kunstkritiker-Preis. 1960 erhielt er den Großen Preis zeitgenössischer japanischer Kunst. In dem Jahr unternahm er seine erste Reise durch Europa (Italien, Schweiz, Frankreich). Auf der „International Art Exhibition“ im Guggenheim-Museum, New York, gewann er ebenfalls einen Preis. 1961 folgte ein Preis auf der 6. Biennale von São Paulo.
Saitō übernahm 1963 eine Lehrtätigkeit an der Kunsthochschule Tama, die er bis zur Emeritierung 1973 wahrnahm. In der Zeit danach beschäftigte er sich mit der Neuschaffung einiger Werke aus den 30er bis 50er Jahren, die im Krieg verbrannt oder die gestohlen worden waren. 1985 erhielt er den Asahi-Preis. 1982 war er Mitbegründer und Lehrer an der Kunstfachschule Tokio (東京芸術専門学校, Tōkyō geijutsu semmon gakkō).
Saitō schuf verschiedene Serien als abstrakte Kunst, darunter die Serie „Toro-wood“ (トロ・ウッド, Toro Uddo) zwischen 1938 und den 1970er Jahren, nach 1945 zum Teil als Rekonstruktionen früherer Werke.   Es handelt sich dabei um rote hölzerne Flachreliefs auf weißem Grund, wobei das „Toro“ auf das Rot von einer Art des Thunfischfleischs hinweisen soll. Es gibt Holzschnitte von Saitō, auch Ölgemälde. Er stellte er aber auch Skulpturen her, Strukturen, die meist aus metallenen Leisten bestehen.